# Filipe Neri Ferrão
Filipe Neri António Sebastião do Rosário Ferrão (Aldona, 1953. január 20. –) indiai katolikus pap, a Goa és Damani főegyházmegye érseke, Kelet-India ad honorem pátriárkája, bíboros. Korábban 1993 és 2004 között ugyanennek a főegyházmegyének volt a segédpüspöke.
Ferrão a hatodik goai származású prelátus, aki bíborosi rangot kapott, és az első goa és damani érsek, akit bíborossá kreáltak azóta, hogy 1557-ben püspöki széket alapítottak ott.

## Életrajz

### A kezdetek, tanulmányai
Ferrão 1953. január 20-án született Mapusában, Goában, Agostinho Lourenço Tomé Ferrão és Maria Palmira Eugênia Gertrudes da Conceição Nazaré gyermekeként; három gyermekük közül ő a legfiatalabb. Miután elvégezte az előkészítő tanfolyamot a goai Saligão-Pilerne-i Miasszonyunk Kisszemináriumban, a pápai szemináriumban, Púneban filozófiát és teológiát tanult. Ferrãot 1979. október 28-án szentelték pappá. Lelkipásztori megbízatásai a következők voltak: plébános-helyettes Salvador do Mundóban 1979-ben és Chinchinimben 1981-től 1984-ig; fegyelmi prefektus a Saligão-Pilerne-i Miasszonyunk Kisszemináriumban 1984-től 1986-ig, ahol az egyházmegyei papság hivatási bizottságának igazgatója is volt.
Ferrão ezután a Pápai Urbaniana Egyetemen tanult, ahol 1988-ban biblikus teológiából szerzett licenciátust, majd Brüsszelben a Lumen Vitae Nemzetközi Intézetben, ahol 1991-ben kateketikából és pasztorális teológiából szerzett licenciátusi fokozatot.
Visszatérve Goába, 1991-től 1994-ig az Egyházmegyei Laikus Apostoli Központ első igazgatója volt. Itt indította el a napi szentírási elmélkedéseket tartalmazó füzetek kiadását a hívek számára. További megbízatásai közé tartozott a papok áthelyezésével foglalkozó csoport összehívója 1992-től 1997-ig; egyházi tanácsadója a goai Szent Lukács Orvosi Céhnek 1992-től 1994-ig, és a főegyházmegye északi zónájának püspöki helynöke 1993-tól 1994-ig.
Folyékonyan beszél konkániul, angolul, portugálul, olaszul, franciául és németül.

### Püspök és érsek
II. János Pál pápa 1994. január 25-én kinevezte Vanariona címzetes püspökévé és a Goa és Damani főegyházmegye segédpüspökévé. Püspökké szentelte ugyanazon év április 10-én Raul Nicolau Gonçalves érsek az Ó-Goában található Se székesegyházban, Aleixo das Neves Dias és Ferdinand Joseph Fonseca püspökök társszentelésével.
2004. január 16-án II. János Pál pápa kinevezte a főegyházmegye érsekévé és egyúttal ad honorem Kelet-indiai pátriárkai címmel is felruházta. Érseki beiktatására 2004. március 21-én került sor.
2006. november 25-én a Goa és Damani főegyházmegyét egy szuffragáneus egyházmegyével rendelkező metropolitai főegyházmegyévé szervezték át, és már nem tartozik közvetlenül a Szentszék alá. XVI. Benedek pápa Ferrãot nevezte ki az első érsekévé.

### Bíboros
2022. május 29-én Ferenc pápa bejelentette, hogy Ferrãot bíborossá kívánja kreálni. A 2022. augusztus 27-i konzisztóriumon bíborossá kreálták és a Santa Maria in Via-templomot jelölték ki címtemplomául.
2024 februárjában Ferrãot választották meg az Ázsiai Püspöki Konferenciák Szövetségének elnökévé a mianmari Charles Maung Bo bíboros, a Ranguni főegyházmegye érsekének utódjául.
2024. október 23-án a Püspöki Szinódus Ferrãot a Szinódusi Főtitkárság rendes tanácsának tagjává választotta.